# オリオン座ミュー星
オリオン座μ星（オリオンざミューせい、μ Orionis、μ Ori）は、オリオン座にある連星で、ベテルギウスのすぐ北東に位置し、オリオンの振り上げた腕の一部を構成する。20世紀を通じて、徐々に発見された伴星を増やし、2つの分光連星系が実視連星系をつくり、全体では四重連星系であると考えられる。主星はA型金属線星で、ほかの3つの恒星は似通ったF型主系列星と推定されている。分光連星系はいずれも、軌道周期が5日に満たない近接した連星で、分光連星同士は18年半の周期で非常に偏った楕円軌道を公転している。

## 星系

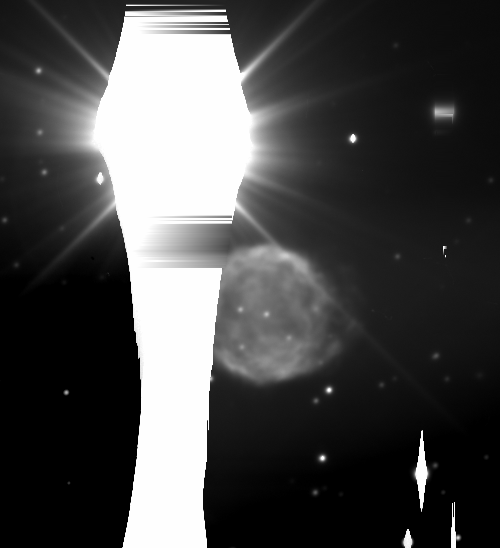
セロ・トロロ汎米天文台の4メートル・ビクター・M・ブランコ望遠鏡とダークエネルギーカメラで撮影した惑星状星雲Abell 12。左上で飽和しているのがオリオン座μ星。

オリオン座μ星は、20世紀の初めにヤーキス天文台のフロストが視線速度の急激な時間変化を発見し、分光連星と考えられるようになった。それから間もなく、リック天文台のエイトケンが、オリオン座μ星が二重星であることを発見した。その後、フロストらの継続的な観測で、分光連星の軌道周期は4.447日と求められ、一方二重星の監視からは相対位置がゆっくりとしか変化しないことから、両者の軌道は別であり、エイトケンが発見したオリオン座μ星AとBはおよそ18年周期で公転する実視連星で、フロストが発見した分光連星はオリオン座μ星Aであり、分離はできないがオリオン座μ星Aaとオリオン座μ星Abの2星からなる、全体では三重連星系であると理解されるようになった。
後に、イェール大学天文台のアルデンは、オリオン座μ星Aとオリオン座μ星Bでは、オリオン座μ星Bの方がだいぶ見かけの等級が暗いのに、軌道を分析して質量を求めると、オリオン座μ星Bが系全体の56パーセントを占めることになり、質量光度関係が破綻しているようにみえる問題を指摘した。この問題は、その後の観測でも容易に解かれなかったが、40年近く経って、テキサス大学オースティン校のフェケル（Francis C. Fekel）がオリオン座μ星Bもまた周期4.78日の分光連星であることを発見し、その謎の一端が解明された。
その結果、オリオン座μ星は、オリオン座μ星Aaとオリオン座μ星Abの分光連星と、オリオン座μ星Baとオリオン座μ星Bbの分光連星とが、より大きな軌道で連星系をなしており、ミザールやダブル・ダブルスターと似たような構造を持つ四重連星系であると理解されている。分光連星同士の大きな公転軌道は、周期約18.6年、離心率は0.7を上回るとても細長い楕円軌道となっている。
|       | 周期 （日）          | 離心率          | 軌道傾斜角 (°) | 軌道長半径 （ミリ秒） |
| ----- | -------------------- | --------------- | -------------- | --------------------- |
| A-B   | 6813.8 ± 1.2         | 0.7410 ± 0.0011 | 96.028 ± 0.028 | 237.7 ± 2.1           |
| Aa-Ab | 4.4475849 ± 1.2×10−6 | 0.0037 ± 0.0014 | 47.1 ± 9.0     | 1.661 ± 0.016         |
| Ba-Bb | 4.7835349 ± 3.0×10−6 | 0.0016 ± 0.0014 | 110.71 ± 0.73  | 1.688 ± 0.013         |

オリオン座μ星は、シャーバーン・バーナムが19世紀に、西に17秒のところにある14等星との二重星であることを記録しており、これはエイトケンの発見後、オリオン座μ星Cと呼ばれるが、固有運動の違いから連星ではないとみられる。また、1分以内のところには、惑星状星雲Abell 12もみえているが、オリオン座μ星とは距離が全く異なるので、物理的には無関係である。

## 特徴
オリオン座μ星の連星軌道の分析から求めた力学視差は、20.93ミリ秒で、距離にすると約156光年である。この値は、ヒッパルコスが求めた年周視差とは近いが、ガイアの第2次データ公開の年周視差とはかけ離れており、複雑な連星系など一部の天体では、ガイアの成果がヒッパルコスより信頼できるとは限らないことを示している。
主星のオリオン座μ星Aaは、見かけの等級が4.4で、オリオン座μ星が発する光のほとんどを占めている。A型星であるが、一部の金属線スペクトルが非常に強い金属線星で、スペクトル全体ではA2型とされるが、カルシウムのK線をみるとA3型、水素をみるとA8型、光球の金属線をみるとA7型など、注目するスペクトル成分によって、スペクトル型が違ってみえる。表面の有効温度はおよそ8800 Kであり、それに相当するスペクトル型としてA2 IVとされている。質量は、太陽の約2.3倍で、光度は太陽の43倍程度、半径は太陽の2.8倍程度と推定される。
オリオン座μ星Aaと分光連星をなすオリオン座μ星Abは、直接観測されたことがなく、スペクトルでもその成分はみえていない。おそらくは、スペクトル型がF2 VのF型主系列星で、質量は太陽の1.4倍程度であろうと見当がつけられている。
実視伴星のオリオン座μ星B系は、オリオン座μ星Baとオリオン座μ星Bb、両方のスペクトル線がみえており、オリオン座μ星Abよりは直接的に性質の推定ができる。2つの恒星の明るさの差はわずかで、よく似た恒星同士の連星である。オリオン座μ星Baは、スペクトル型がF2 VのF型主系列星で、質量は太陽の1.4倍、光度は太陽の4.5倍、半径は太陽の1.5倍程度と見積もられる。オリオン座μ星Bbは、スペクトル型がF5 VのF型主系列星で、質量は太陽の1.3倍、光度は太陽の3.2倍、半径は太陽の1.4倍程度と見積もられる。
|    | 視等級 (mV) | 絶対等級 (MV) | 半径 (R☉) | 質量 (M☉) | 表面重力（log g） (cm/s2) | 分光分類 | 光度 (L☉) | 有効温度 (K) |
| -- | ----------- | ------------- | --------- | --------- | ------------------------- | -------- | --------- | ------------ |
| Aa | 4.40        | 0.77          | 2.846     | 2.32      | 3.89                      | A2 IV    | 43.02     | 8,770        |
| Ab | 6.80        | 3.13          | 1.531     | 1.40      | 4.21                      | F2 V     | 4.53      | 6,810        |
| Ba | 6.81        | 3.14          | 1.523     | 1.40      | 4.21                      | F2 V     | 4.48      | 6,810        |
| Bb | 7.21        | 3.55          | 1.38      | 1.30      | 4.26                      | F5 V     | 3.15      | 6,550        |

オリオン座μ星は、リック天文台のエッゲンによって光度変化の可能性が指摘され、変光する連星のカタログにおいて、明るさが4.10等から4.18等の間で変化し、オリオン座μ星A系がアルゴル型変光星であると記載されている。ただし、変光星総合カタログでは、新しい変光星候補にとどまり、変光星であるとすれば食連星ではないか、という程度とされている。